# Bossnatorpasjön
Bossnatorpasjön är en sjö i Sävsjö kommun i Småland och ingår i Emåns huvudavrinningsområde. Sjön är 4,9 meter djup, har en yta på 0,0445 kvadratkilometer och är belägen 229 meter över havet. Sjön avvattnas av vattendraget Lillån.

## Delavrinningsområde
Bossnatorpasjön ingår i det delavrinningsområde (635740-144074) som SMHI kallar för Mynnar i Emån. Avrinningsområdets medelhöjd är 240 meter över havet och ytan är 40,04 kvadratkilometer. Det finns inga delavrinningsområden uppströms utan avrinningsområdet är högsta punkten. Lillån som avvattnar avrinningsområdet har biflödesordning 3, vilket innebär att vattnet flödar genom totalt 3 vattendrag innan det når havet efter 193 kilometer. Delavrinningsområdet består mestadels av skog (64 procent), öppen mark (10 procent) och jordbruk (17 procent). Avrinningsområdet har 0,34 kvadratkilometer vattenytor vilket ger det en sjöprocent på 0,8 procent.